# Ramón Torrijos y Gómez
Ramón Torrijos y Gómez (Cardenete, 1 de septiembre de 1841-Badajoz, 16 de enero de 1903) fue un eclesiástico español, obispo de Tenerife y posteriormente obispo de Badajoz.

## Biografía
Ramón Torrijos nació en la localidad conquense de Cardenete el 1 de septiembre de 1841. Fue canónigo de Cuenca. 

### Episcopado
Posteriormente fue nombrado por el papa León XIII obispo de la diócesis de Tenerife el 25 de noviembre de 1887. Tomó posesión de la diócesis el 8 de diciembre de 1888 en la catedral de La Laguna. Durante su pontificado realizó la coronación canónica de la Virgen de Candelaria (patrona de las islas Canarias), el 13 de octubre de 1889, siendo la quinta imagen mariana de España en ser coronada.
También adquirió el Palacio de Salazar de San Cristóbal de La Laguna como sede y residencia de los obispos de esta diócesis. En total ordenó 31 sacerdotes diocesanos. El 10 de septiembre de 1894 fue trasladado a Badajoz, donde murió en 1903. Fue el cuarto obispo de Tenerife.